# Chaqā Ḩoseyn
Chaqā Ḩoseyn (persiska: چقا حسین, Choqā Ḩoseyn) är en ort i Iran.   Den ligger i provinsen Kermanshah, i den västra delen av landet, 500 km väster om huvudstaden Teheran. Chaqā Ḩoseyn ligger 1 343 meter över havet och antalet invånare är 106.
Terrängen runt Chaqā Ḩoseyn är platt åt sydväst, men åt nordost är den kuperad.Runt Chaqā Ḩoseyn är det ganska tätbefolkat, med 185 invånare per kvadratkilometer. Närmaste större samhälle är Kūzarān-e Sanjābī, 17,9 km nordväst om Chaqā Ḩoseyn. Trakten runt Chaqā Ḩoseyn består till största delen av jordbruksmark.